# Augusto Pestana (Liberdade)

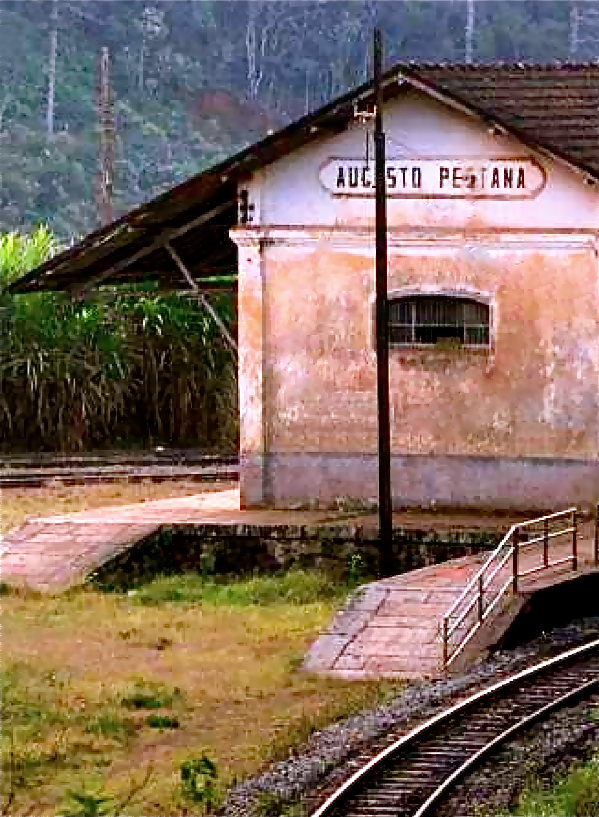
Estação Ferroviária de Augusto Pestana (MG).

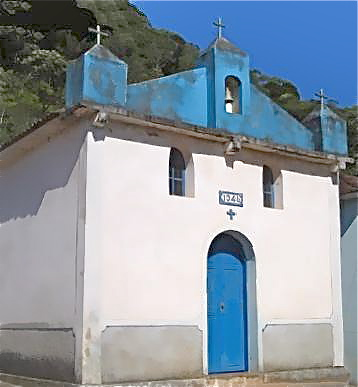
Igreja do povoado de Augusto Pestana (MG).

Augusto Pestana é uma localidade do município brasileiro de Liberdade, no estado de Minas Gerais. Sua estação ferroviária, hoje desativada, encontra-se no ponto mais alto do trecho Barra Mansa-Lavras da antiga Estrada de Ferro Oeste de Minas, na Serra da Mantiqueira.

## História
As obras ferroviárias na região começaram na década de 1910. A estação foi inaugurada em 15 de junho de 1915 e batizada em homenagem ao engenheiro e político fluminense Augusto Pestana (mas que fez sua carreira política no Rio Grande do Sul), diretor-presidente da Estrada de Ferro Oeste de Minas de setembro de 1913 a dezembro de 1914 e fundador da Viação Férrea do Rio Grande do Sul.
Nas décadas de 1920 e 1930, o local foi centro de uma das primeiras obras de eletrificação ferroviária no Brasil. Em 1946, ano da construção da igreja, o povoado chegou a ter mais de mil habitantes. Desde a desativação da estação na década de 1990, a população vem declinando e não chega hoje a duzentas pessoas.

## Geografia
Augusto Pestana está a cerca de 10 km do centro urbano de Liberdade e a 30 km da divisa com o estado do Rio de Janeiro. A vila situa-se no paralelo 22º06'44" sul e no meridiano 44º17'43" oeste, a uma altitude de 1.320 metros sobre o nível do mar. A estação ferroviária encontra-se a 1.267 metros de altitude, em meio a montanhas que ultrapassam os 1.500 metros. A temperatura média anual é de aproximadamente 16,5 °C, uma das mais baixas de Minas Gerais.
O Instituto Estadual de Florestas de Minas Gerais elaborou proposta de criação de unidade de conservação abrangendo parte do município de Passa Vinte e a região de Augusto Pestana. A proposta sublinha o grande potencial turístico dos entornos das estações de Pestana e de Carlos Euller, numa das mais belas e preservadas áreas da Serra da Mantiqueira.